# (8760) Crex
(8760) Crex est un astéroïde de la ceinture principale.

## Description
(8760) Crex est un astéroïde de la ceinture principale. Il fut découvert le 25 mars 1971 à l'observatoire Palomar par Cornelis Johannes van Houten, Ingrid van Houten-Groeneveld et Tom Gehrels. Il présente une orbite caractérisée par un demi-grand axe de 3,08 UA, une excentricité de 0,06 et une inclinaison de 1,7° par rapport à l'écliptique.

## Compléments